# Гушлів
Гушлів (пол. Huszlew, Гушлев) — село в Польщі, у гміні Гушлів Лосицького повіту Мазовецького воєводства. Населення — 477 осіб (2011).

## Історія

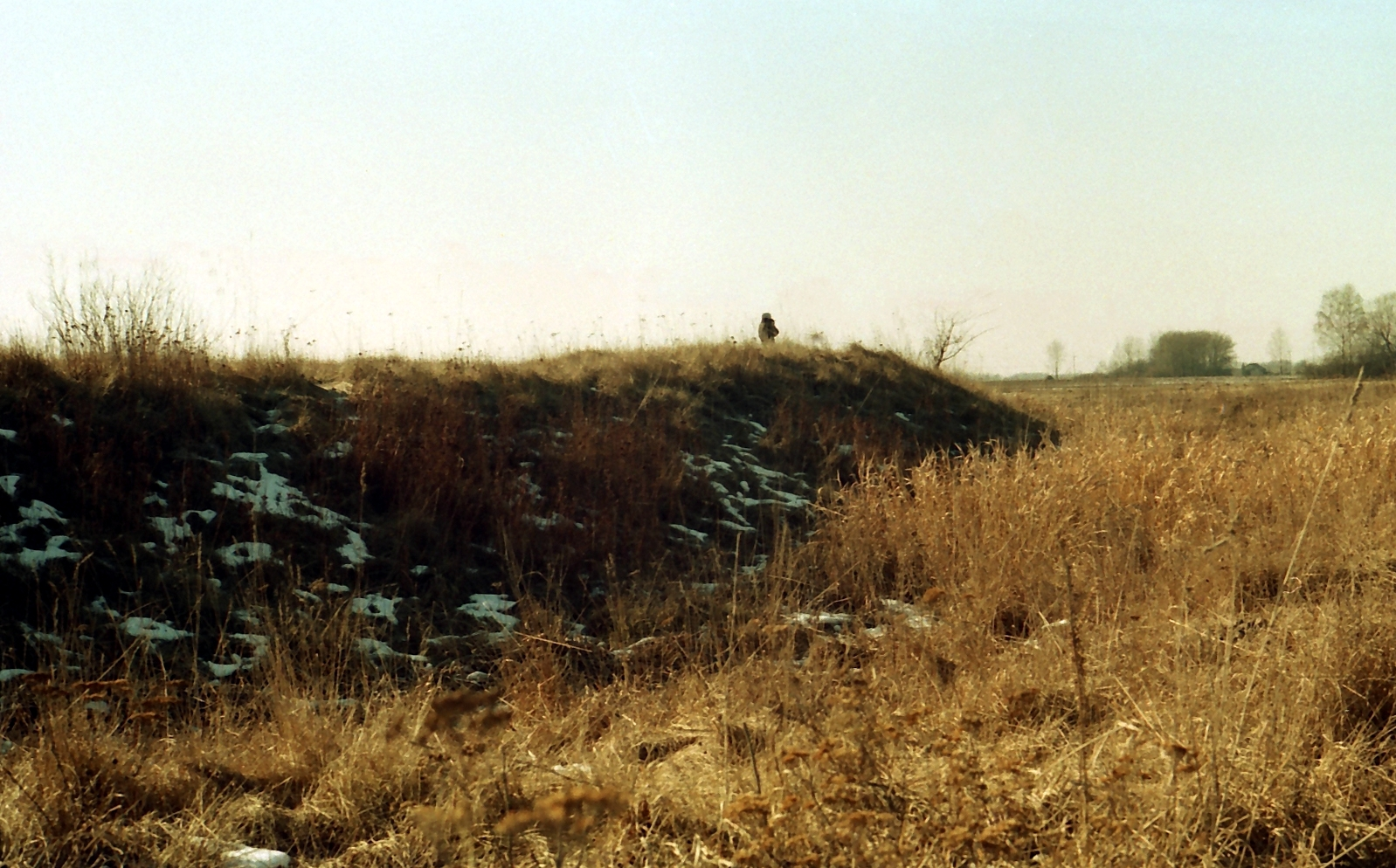
Городище

На південний схід від села, у місцевості Городисько, лежить давнє руське городище XI—XI століть.
За даними етнографічної експедиції 1869—1870 років під керівництвом Павла Чубинського, у селі проживали лише греко-католики, які розмовляли українською мовою.
У 1975—1998 роках село належало до Білопідляського воєводства.

## Населення
Демографічна структура станом на 31 березня 2011 року:
|          | Загалом | Допрацездатний вік | Працездатний вік | Постпрацездатний вік |
| -------- | ------- | ------------------ | ---------------- | -------------------- |
| Чоловіки | 235     | 39                 | 173              | 23                   |
| Жінки    | 242     | 44                 | 135              | 63                   |
| Разом    | 477     | 83                 | 308              | 86                   |